# Achile Chatouilleu
Achile Chatouilleu, conocido como “The French Tickler” o “Cosquillas francés”, fue un payaso el cual cobró fama después de que su cadáver fuese embalsamado y expuesto en el Instituto de Anormalidades de California (CIA).
Carl Crew, uno de los propietarios del CIA, alquiló el cuerpo durante seis meses en 2002, y afirma que los propietarios "olvidaron" recuperarlo, por lo que el cadáver permaneció en el CIA, hasta el cierre de este en el año 2022.

## Biografía
Achile Chatouilleu nació el 3 de febrero de 1866. Según afirma Crew, los padres de Chatouilleu figuran como inmigrantes escoceses en el certificado de defunción, por lo que no se conocen los nombres de los mismos. Tampoco se conoce el nombre real del payaso. 
Chatouilleu fallecería el 13 de enero de 1912 a causa de una nefritis crónica.
Tras su muerte, el cuerpo fue embalsamado con mercurio, arsénico o una combinación de ambos. Fue uno de los últimos cuerpos en ser embalsamados por gravedad, ya que solía atarse el cuerpo a una mesa y posteriormente voltearlo, permitiendo que la gravedad arrastre los productos químicos hacia el cuerpo mientras este se desangraba. Debido a la toxicidad de los productos con los que fue embalsamado, el cuerpo se encuentra en un ataúd de vidrio herméticamente sellado.
En julio de 2022, los propietarios del CIA anunciaron que cerrarían el lugar en parte debido a dificultades financieras relacionadas con la pandemia de COVID-19.  El club vendió muchas de sus decoraciones, aunque un comprador anónimo adquirió muchos de los artículos más extravagantes antes de la venta, incluido el cadáver de Chatouilleu.

## Controversias
Poco se sabe de este peculiar personaje, ya que jamás saltó a una fama real sino hasta después de convertirse en una momia expuesta públicamente. No hay testigos de su trabajo más allá de algunos afiches de los años 1800 en los que ni siquiera se muestra su imagen, sino dibujos y su nombre anunciado como parte de algún circo, festivales o desfiles en los alrededores de Detroit.
Se ha llegado a cuestionar la autenticidad del cuerpo del payaso. Sin embargo, algunos expertos como Christine Quigley afirman que lo más probable es que se trate de un cuerpo real preservado. Además, la técnica de momificación del cuerpo concuerda con la época a la que pertenece.
Por otra parte, también existe un debate sobre si el cuerpo fue momificado como última voluntad del fallecido, o por el contrario se hizo sin el consentimiento de este.
Algunos afirman que el último deseo de Chatouilleu fue ser embalsamado maquillado y vestido de payaso, por lo que tras su muerte, su familia lo mantendría herméticamente sellado con maquillaje de payaso, y vestido con el traje que usó en el primer desfile de Shriners en 1906 en Detroit.
Por otra parte, otros consideran que se trata de un cadáver no reclamado en una funeraria y que fue posteriormente adquirido por alguien que comenzó a usarlo como una atracción local. En el siglo XX era común que los feriantes adquiriesen cuerpos que habían sido conservados y embalsamados en las funerarias locales a esperas de que fuesen reclamados. Era común que los cuerpos momificados se volviesen parte de los espectáculos.